# Landgericht Dortmund

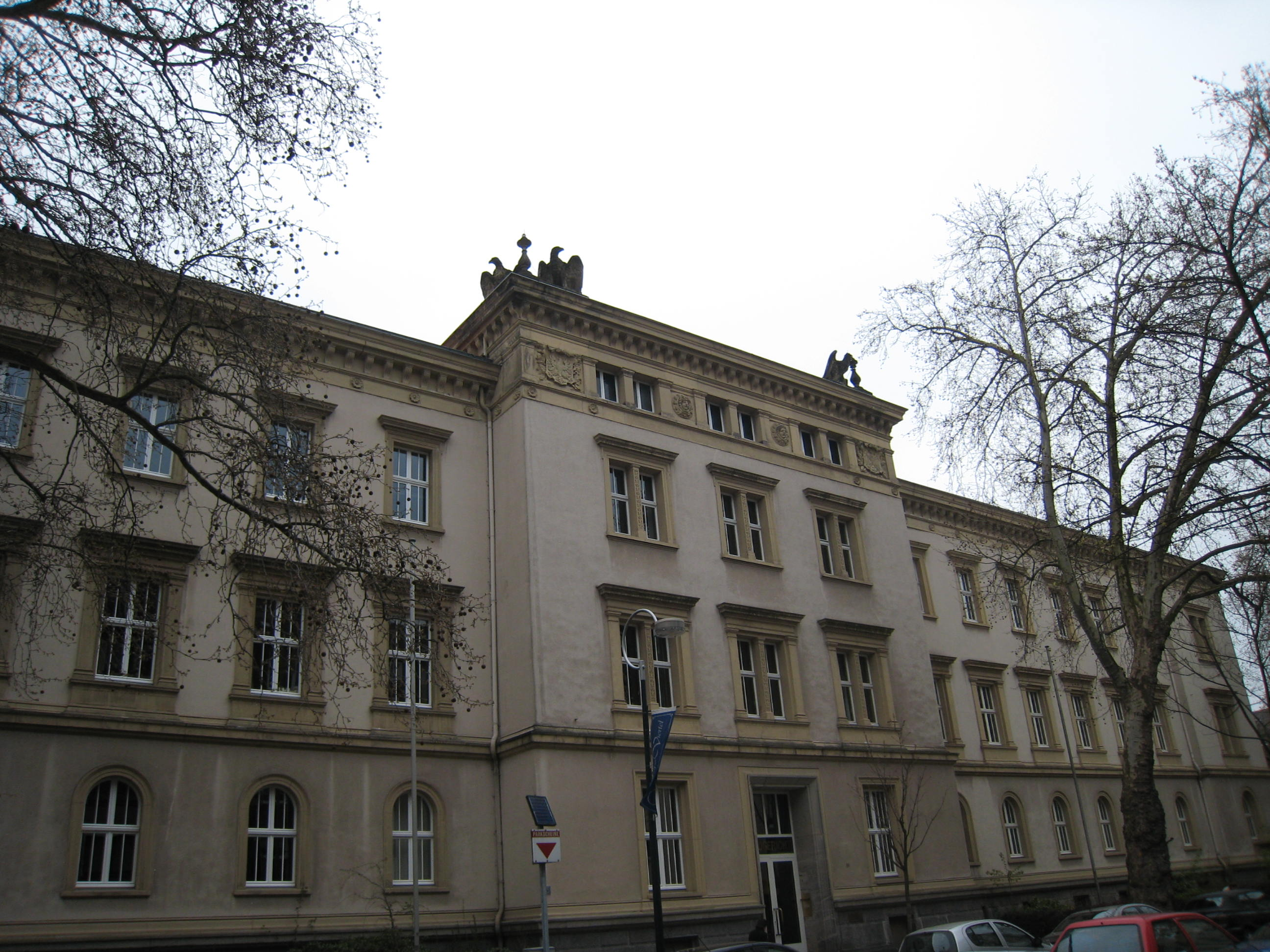
Gerichtsgebäude

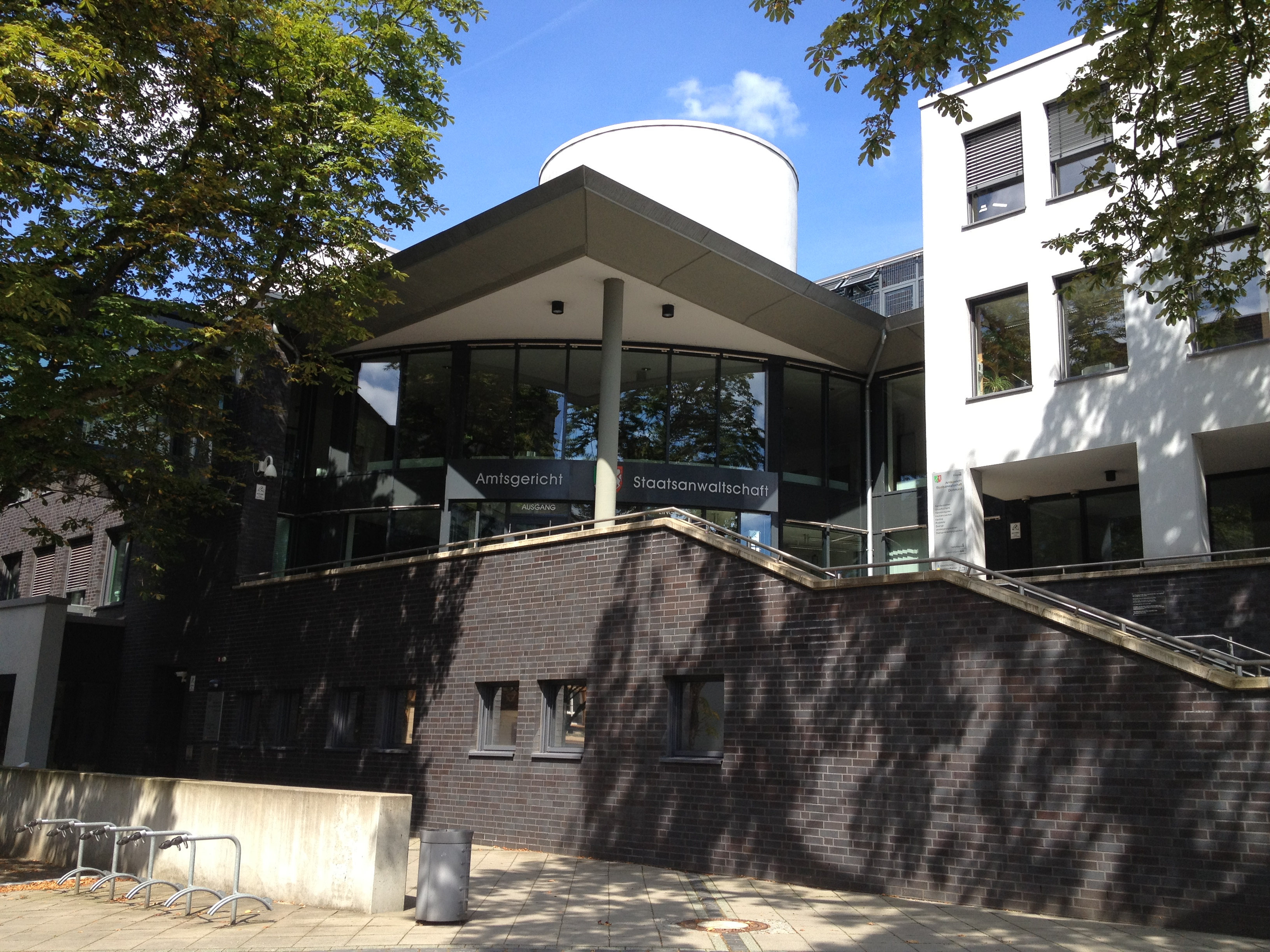
Gebäude der Staatsanwaltschaft

Das Landgericht Dortmund ist ein Gericht der ordentlichen Gerichtsbarkeit und eines von zehn Landgerichten im Bezirk des Oberlandesgerichts Hamm.

## Gerichtssitz und -bezirk
Sitz des Gerichts ist Dortmund in Nordrhein-Westfalen. Der Gerichtsbezirk umfasst neben den kreisfreien Städten Dortmund und Hamm das Gebiet der Stadt Castrop-Rauxel sowie des Kreises Unna abzüglich der Stadt Schwerte.

## Gebäude
Das Landgericht Dortmund ist in der Kaiserstraße 34 im Stadtbezirk Innenstadt-Ost untergebracht. Das Gebäude ist als Baudenkmal in die Denkmalliste der Stadt Dortmund eingetragen.

## Über- und nachgeordnete Gerichte
Dem Landgericht Dortmund ist das Oberlandesgericht Hamm übergeordnet. Im Instanzenzug nachgeordnet sind die Amtsgerichte Dortmund, Hamm, Lünen, Unna, Kamen und Castrop-Rauxel.
Da dem Amtsgericht Dortmund selbst ein Präsident vorsteht, führt allerdings nicht der Präsident des Landgerichts Dortmund, sondern unmittelbar der des Oberlandesgerichts Hamm die Dienstaufsicht über dieses Gericht.

## Geschichte

### Landesarbeitsgericht Dortmund
Gemäß Arbeitsgerichtsgesetz vom 23. Dezember 1926 wurden in Deutschland Arbeitsgerichte gebildet. Diese waren nur in der ersten Instanz unabhängig, die Landesarbeitsgerichte waren den Landgerichten zugeordnet. Am Landgericht Dortmund entstand so 1927 das Landesarbeitsgericht Dortmund als eines von fünf Landesarbeitsgerichten im Bezirk des Oberlandesgerichtes Hamm. Dem Landesarbeitsgericht Dortmund waren folgende Arbeitsgerichte zugeteilt: Arbeitsgericht Bochum, Arbeitsgericht Dortmund, Arbeitsgericht Hamm und Arbeitsgericht Recklinghausen.
Nach der Besetzung Deutschlands durch die Alliierten wurden 1945 zunächst alle Gerichte geschlossen. Die ordentlichen Gerichte wurden schon bald wieder eröffnet, während die Arbeitsgerichte zunächst nicht wieder eingerichtet wurden, so dass arbeitsgerichtliche Streitigkeiten von den ordentlichen Gerichten erledigt werden mussten. Gemäß Kontrollratsgesetz 21 sollten in Deutschland Arbeitsgerichte aufgebaut werden. Das Landesarbeitsgericht Dortmund wurde dabei nicht neu gebildet.

## Richter
- Frank Kosziol